# Charly B
Charles Blanvillain, más conocido como Charly B (nacido en Roma en 1981) es un cantautor francés de reggae.

## Biografía

### Primeros años
Nacido en Roma en una familia de músicos, tiene ascendencia francesa, alemana y armenia. Cuando tenía 4 años, su familia se mudó a Francia, donde pasó la mayor parte de su infancia. Estaba fascinado por la música y a los 15 años descubrió el reggae, cuando pasó un año viviendo en Jamaica con una familia jamaicana, en un programa patrocinado por el American Field Service. Más tarde, estudió ingeniería de sonido en Canadá y en Ginebra.
Compuso su primera canción de reggae a los 15 años. Sus estudios musicales en Canadá, su larga visita a Jamaica, y el tiempo viviendo en Francia cerca de la frontera con Suiza, forman las bases culturales de su visión artística. Ha colaborado con leyendas del reggae dancehall como Capleton, Kiprich, De Marco y Anthony B.

### Trayectoria
En 2002, con 21 años, fue votado el mejor DJ de Ginebra. En 2003, escribió una canción para la película "Destination Jamaica". En diciembre de 2003, su canción "My Queen" fue incluida en un DVD distribuido en la revista austriaca Methodmag. En 2005 fue votado el mejor DJ de Suiza, en un concurso organizado por Giddeon Productions. Desafortunadamente, no pudo disfrutar de su premio, un concierto en el escenario principal del Rototom Sunsplash Festival 2005, ya que tuvo que visitar Jamaica ese verano. En 2007, Eliane Dambre del Ateliers du Funambule, decidió nominarle para representar a Suiza en el festival de Eurovisión, pero el intento fue hecho demasiado tarde y no pudo participar. En 2009 ganó el premio "Mejor canción de reggae" en la competición de reggae de Europa. Ha registrado más de 100 canciones compuestas por él (música y letra) con la Asociación de Letristas, Compositores y Editores de Música (SACEM).  
En verano de 2009, tuvo un encuentro con el productor y director de los estudios Geejam Jon Baker, y grabó su álbum "Forever" en los estudios Geejam.
En febrero de 2013,  gana una plaza en el pódium de las Victorias del Reggae 2013 en la categoría Revelación del ano.  El periódico jamaicano "Jamaican Observer" le dedica un articolo en febrero de 2013 .  En junio de 2013, Gana el premio del público y premio del mejor autor-compositor durante la finale a Paris, organizada por Zicmeup/The Voice.  A partir del 2015, se une con el productor jamaicano TMMG, y firma un contrato de distribución con VPal en Jamaica.  Su primer álbum con TMMG, JOURNEY OF LIFE,está listo y será estrenado a la fin del 2017-empiezo de 2018.

## Discografía

### Álbumes
- 2000: Chu-chu Stylordz Production - Canadá
- 2001: Move Stylordz Production - Canadá
- 2002: Vengence to God Ladies Party
- 2003: My Queen Pow Pow records - MethodMag - Europa
- 2004: Álbum Reality Redhemption Production
- 2004: Álbum More Reality Redhemption Production
- 2005: Álbum Thugz Style Severely III Production, La plus belle femme
- 2006: Álbum Family Affair Redhumption Production, varias canciones en el álbum Hemp Higher Sound
- 2007: Álbum International Ting - Charly B and the Official Band
- 2008: Álbum Zulu Nation Stylordz Production - Canadá (Amazon.com y E-music.com)
- 2009: Varias canciones en el álbum Redhemption Sound fi All Africans
- 2010: Álbum Tomorrow is just another day (con Henry P.).
- 2012: Álbum Forever" French Edition.
- 2015: Single "Prophecies Untold"
- 2016: Single "Eyes dem Red"
- 2016: Single "Nah Give Up"
- 2017: Single "One Phone Call"

fin 2017-2018: Album JOURNEY OF LIFE

### Sencillos
- Rock and come in
- Le rêveur
- The dreamer
- Brown Eyes
- Prophecies Untold
- Eyes dem Red
- Nah Give Up
- One Phone Call

## Videoclips
- Chu-chu - grabado en Canadá.
- La plus belle femme - grabado en Nyon, Suiza.
- On s'empare de la party - grabado con La Dixion en Suiza.
- The way you wine - grabado en Port Antonio, Jamaica.
- Ooh No - grabado en Toronto, Canadá.
- Dos videos documentales - grabado en Port Antonio, Jamaica.
- Video documental - grabado en Nueva York en 2009, por el aniversario de la nación Zulú.
- Forever - grabado en Port Antonio, Jamaica en septiembre de 2010.
- Video del concierto del ROTOTOM Sunsplash festival en agosto de 2010.
- Everything OK - grabado en Port Antonio, Jamaica, 2012.
- Gipsy (Feat Nordia Witter) - grabado en Trident Castle, Jamaica, 2013.
- Prophecies Untold - grabado en Kingston, 2015
- Nah Give Up, grabado en Blue Mountain, Jamaica, 2016